# 살롱 드 파리

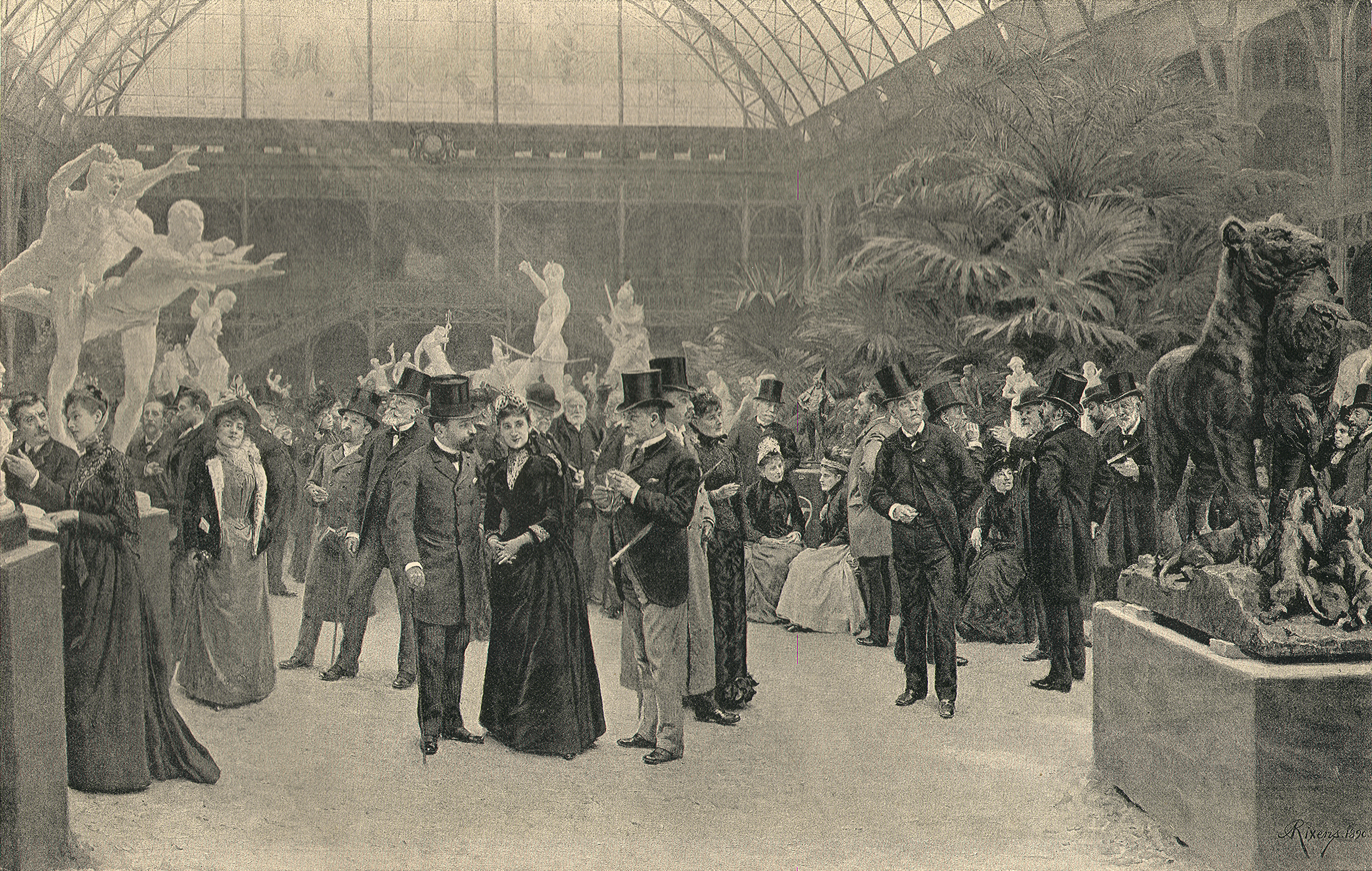
《샹젤리제 궁에서의 베르니사주》(Un Jour de vernissage au palais des Champs-Élysées), 장앙드레 릭상, 1890년 베르니사주에서 정장을 차려입은 손님들이 보이며, 우측에는 오귀스트 캥이 조각한 《새끼들에게 공작새를 가져다 주는 호랑이》 조각상이 보인다.

살롱 드 파리(프랑스어: Salon de Paris)는 1667년부터 1880년까지 프랑스 파리에서 개최된 프랑스 예술 아카데미의 공식 미술 전시회이다. 1748년에서 1890년 사이에는 서양에서 가장 큰 연례 또는 2년마다 열리는 예술 행사였다고 볼 수 있다. 1761년 살롱에는 33명의 화가, 9명의 조각가, 11명의 조각가가 참여했다. 1881년부터 프랑스 예술가 협회에서 관리했다.

## 기원
1667년, 왕실의 승인을 받은 프랑스 예술 후원 기관이자 예술 아카데미의 부서인 왕립 회화 조각 아카데미는 루브르궁의 살롱 카레에서 첫 번째 준공개 미술 전시회를 개최했다. 살롱의 원래 목적은 1648년 프랑스의 수상이었던 마자랭 추기경이 설립한 에콜 데 보자르의 신입생들이 작품을 전시할 수 있도록 하는 것이었다. 살롱 드 파리에서 전시하는 것은 왕의 호의를 나타내는 표시였으며 모든 예술가가 향후 200년 동안 프랑스에서 성공을 거두기 위해 필수적이었다.

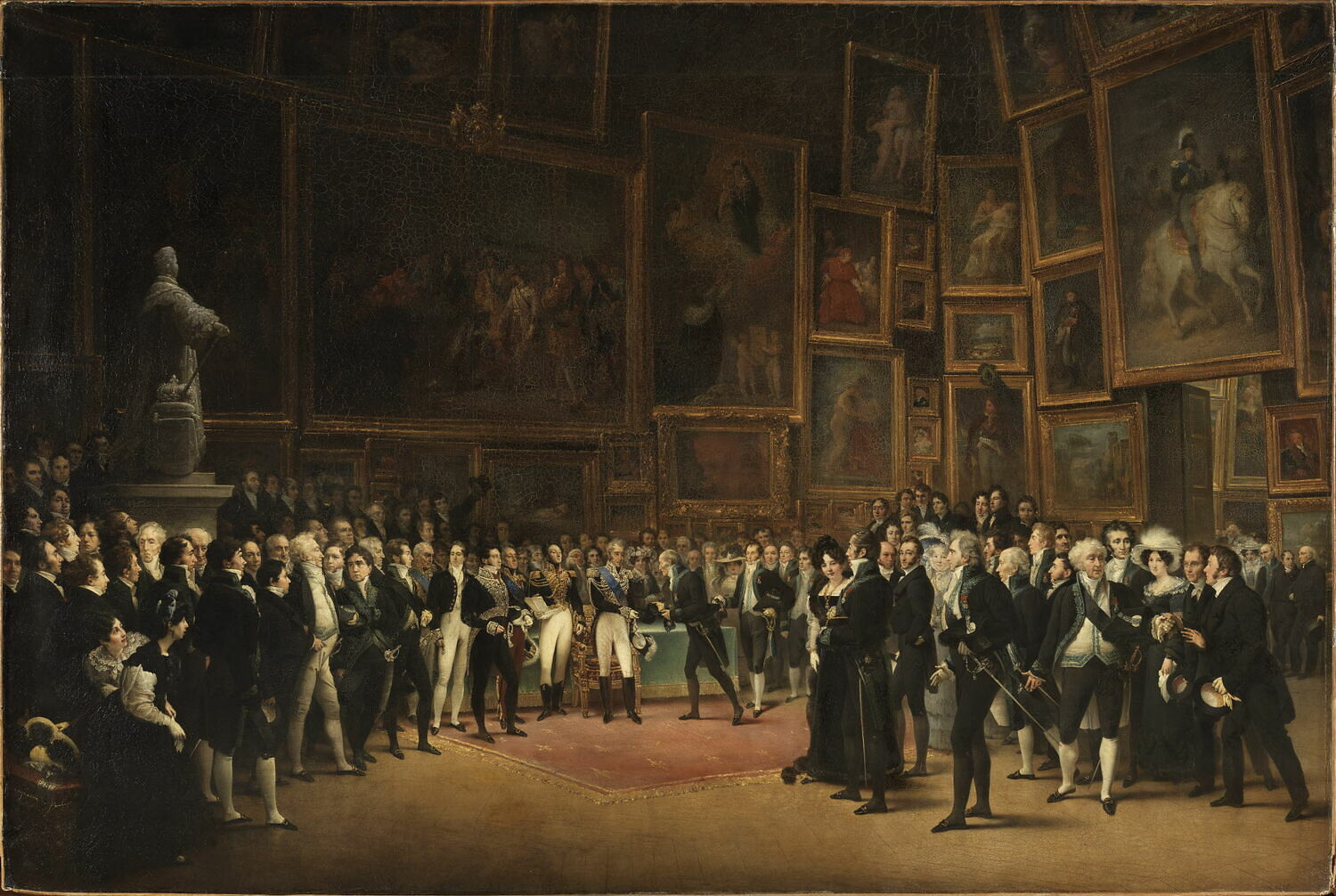
프랑수아 조제프 하임이 그린 《1824년, 샤를 10세가 상을 수여하는 모습》, 1827년작, 루브르 박물관 소장

1725년에 살롱은 루브르궁에서 개최되었는데, 이때부터 '살롱' 또는 '살롱 드 파리'로 알려지게 되었다. 1737년에는 1737년 8월 18일부터 1737년 9월 5일까지 루브르 박물관의 그랑 살롱에서 개최된 전시회가 대중에게 공개되었다. 처음에는 매년 개최되다가 그후 2년마다 홀수 해에 개최되었으며 생 루이 축일(8월 25일)에 시작하여 몇 주 동안 개최되었다. 일단 정기적으로 대중에게 공개되자 살롱의 지위는 "심각하게 의심할 여지가 없었다"고 한다. 1748년에는 수상 경력이 있는 예술가들로 구성된 심사위원단이 도입되었다. 이 시기부터 살롱의 영향력은 의심할 여지가 없게 되었다.

## 명성 (1748~1890)

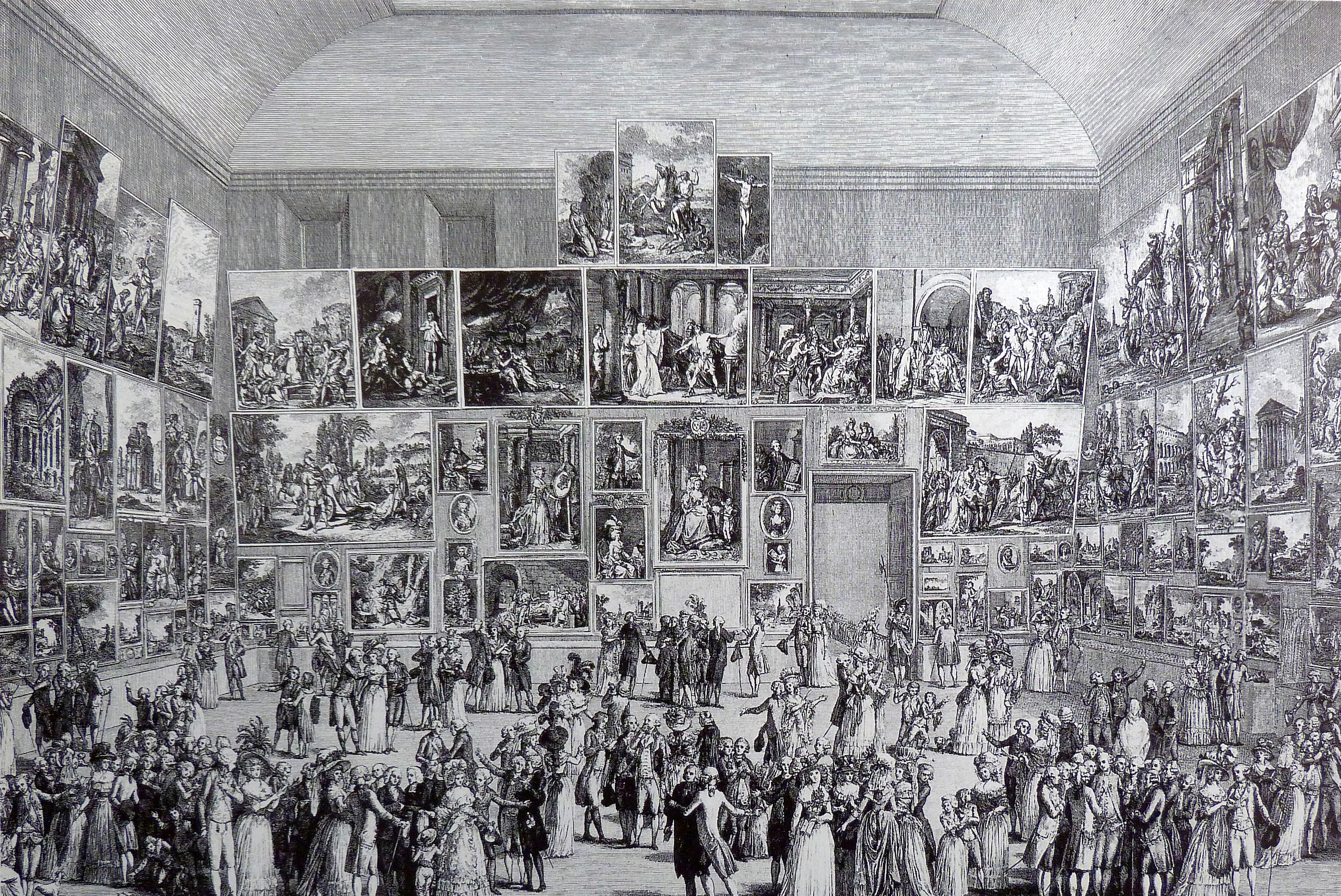
《1787년 살롱》(Exposition au Salon de 1787), 피에트로 안토니오 마르티니

살롱에서는 바닥부터 천장까지 가능한 모든 공간에 그림을 전시했다. 이렇게 많은 예술 작품들이 서로 부딪히는 듯한 모습은 피에트로 안토니오 마르티니의 《1787년 살롱》 등 많은 그림의 주제가 되었다. 살롱의 인쇄된 카탈로그는 미술사학자들에게는 주요 문서로 취급되며 신문에 실린 전시에 대한 비평적 설명은 현대 미술 비평가들의 시작을 알렸다. 18세기 초 계몽주의의 산물인 프랑스 살롱은 여성이 중심적인 역할을 한 주요 기관이었으며 여성과 남성이 모여 토론을 벌일 수 있는 장소를 제공했다.

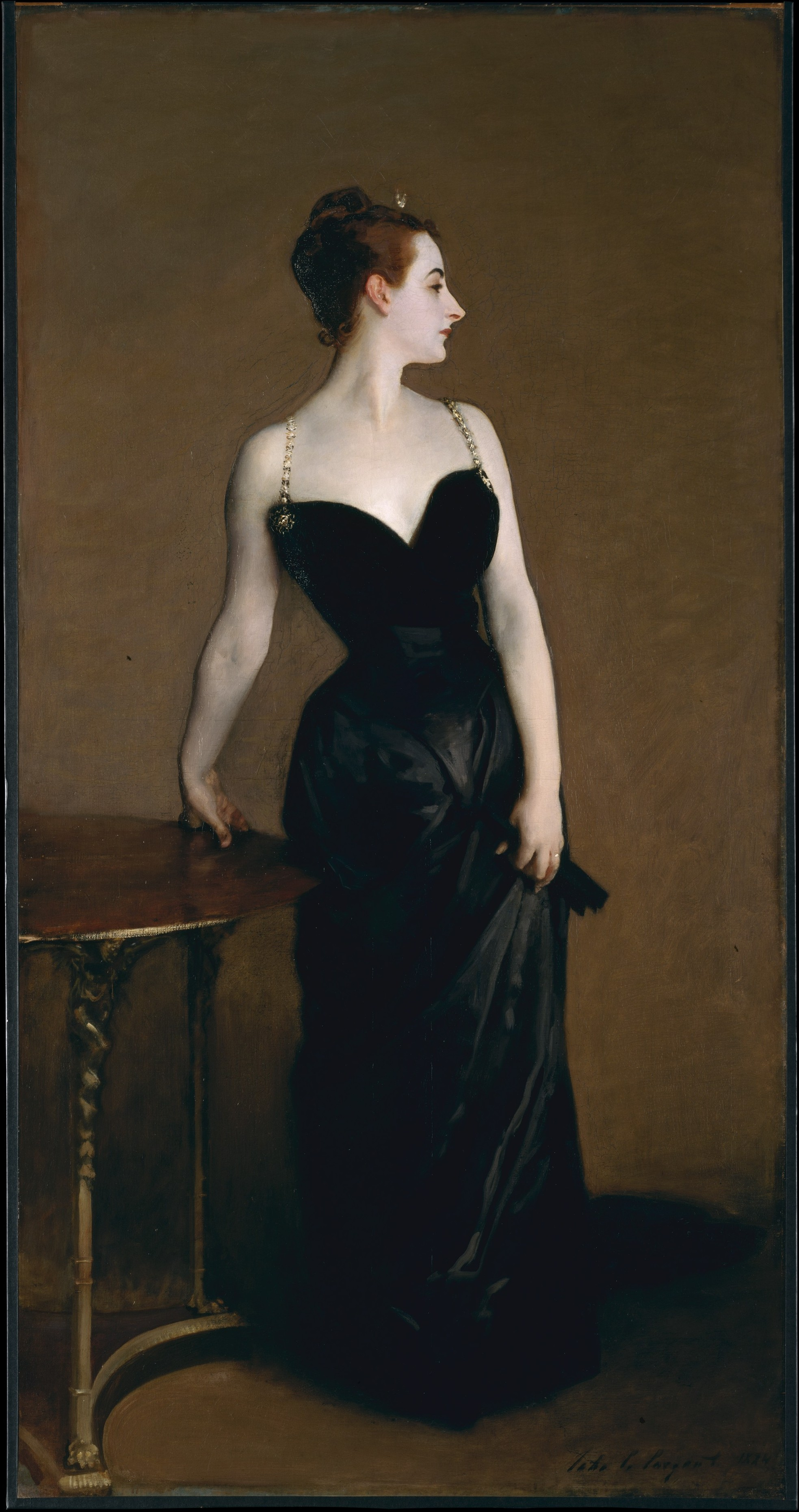
존 싱어 사전트가 그린 《비르지니 아멜리 아베뇨 고트로의 초상화》는 가슴골이 드러난 그림으로, 1884년 살롱에 전시되었을 때 상당한 논란을 불러일으켰다.

프랑스 혁명은 이 전시회를 외국 예술가들에게 개방했다. 19세기에 대중 살롱이라는 개념은 정부가 후원하는 연례 심사 전시회로 확대되어 새로운 그림과 조각을 대규모 상업 홀에서 전시하였고, 티켓을 소지한 대중들도 방문할 수 있었다. 개막일 밤의 베르니사주는 대규모 사교 행사였으며, 오노레 도미에와 같은 신문 만화가들에게 주제를 제공해 큰 인기를 끌었다. 샤를 보들레르, 드니 디드로 등의 평론가들이 살롱에 대한 리뷰를 쓰기도 했다.
1848년 프랑스 혁명 이후 살롱이 자유화되면서 거절되는 작품은 훨씬 줄어들게 되었다. 메달은 1849년에 도입되었다.

### 인상파에 대한 거부
보수적이고 학문적인 심사위원단은 점점 인상파 화가들을 받아들이지 않았다. 인상파 화가들의 작품은 대개 거부되거나 수용되더라도 제대로 평가받지 못했다. 살롱은 인상파가 전통적인 회화 스타일에서 벗어나는 것에 반대했다. 1863년 살롱 심사위원단은 이례적으로 많은 수의 그림 제출을 거부했다. 특히, 거절당한 단골 출품자들로부터 큰 소동이 일어나기도 했다. 이에 나폴레옹 3세는 살롱이 민주적이라는 것을 증명하기 위해 그 해 살롱에서 거부당한 작품을 선별하여 '거부된 자들의 살롱'이라는 뜻의 살롱 데 라푸제(Salon des Refusés)라는 제도를 도입했다. 살롱 데 라푸제는 1863년 5월 17일에 개최하면서 아방가르드의 탄생을 알렸다. 인상파 화가들은 1874년, 1876년, 1877년, 1879년, 1880년, 1881년, 1882년, 1886년에 각자의 독립 전시회를 열었다.
1881년에 정부는 연례 살롱에 대한 공식 후원을 철회했고, 예술가 그룹이 프랑스 예술가 협회를 조직하여 살롱을 관리하기 시작했다.

## 분열
1890년 12월, 프랑스 예술가 협회의 협회장이었던 윌리암 아돌프 부그로는 살롱이 아직 수상하지 않은 젊은 예술가들을 위한 전시회가 되어야 한다고 제안했으나 에르네스트 메소니에, 피에르 퓌뷔 드 샤반, 오귀스트 로댕 등은 이 제안을 거부하고 자체 전시회를 갖춘 프랑스 국립 미술 협회(Société Nationale des Beaux-Arts)를 창설했으며 언론에서는 곧바로 Salon du Champ de Mars 또는 Salon de la Société Nationale des Beaux–Arts라고 불렀다. 머지않아, Nationale 이라는 이름으로도 널리 알려지게 되었다.
1903년, 당시 많은 예술가들은 협회가 관료적이고 보수적인 조직이라고 느꼈으며 이에 오귀스트 르누아르와 오귀스트 로댕이 이끄는 화가와 조각가 그룹이 살롱 도톤을 조직했다.
살롱의 수가 점차 늘어나면서 미국의 신문사들은 원래의 살롱을 '샹젤리제 살롱'이라고 부르기도 했다.

## 갤러리

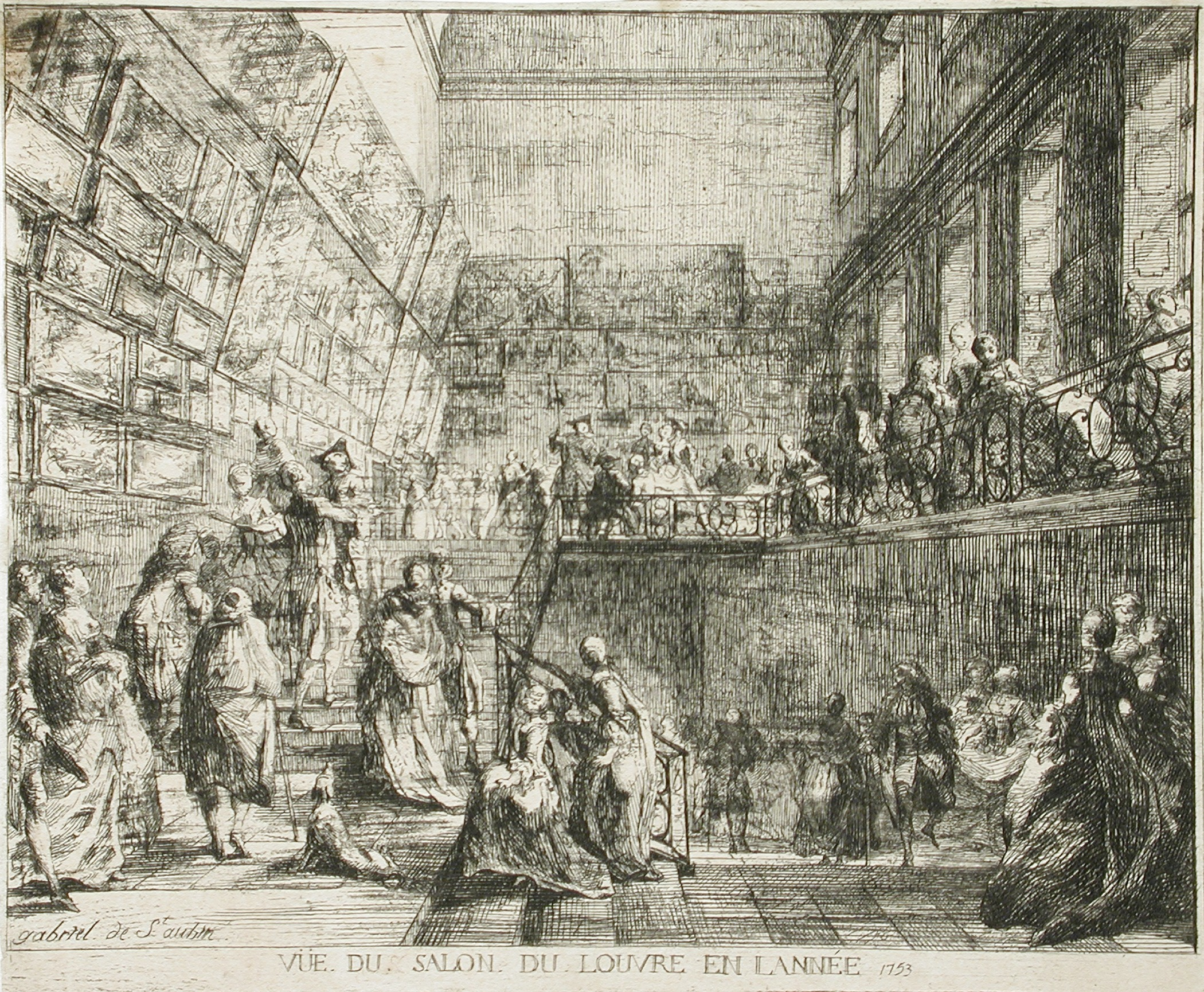
《1753년 루브르 살롱 전경》(Vue du Salon du Louvre en l'année 1753), 가브리엘 자크 드 생 토뱅, 로스앤젤레스 카운티 미술관 소장
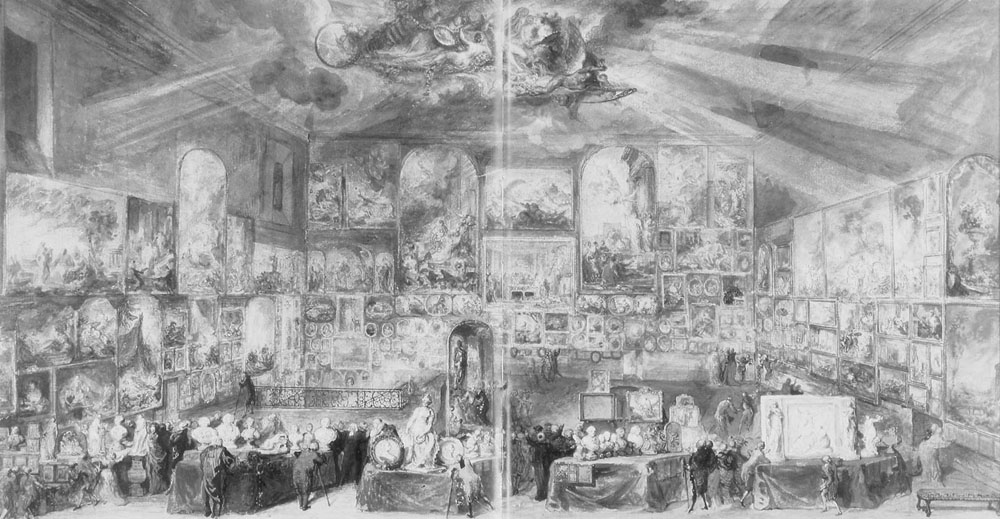
《1767년, 살롱 카레에서 개최된 전시회 내부》, 가브리엘 자크 드 생 토뱅
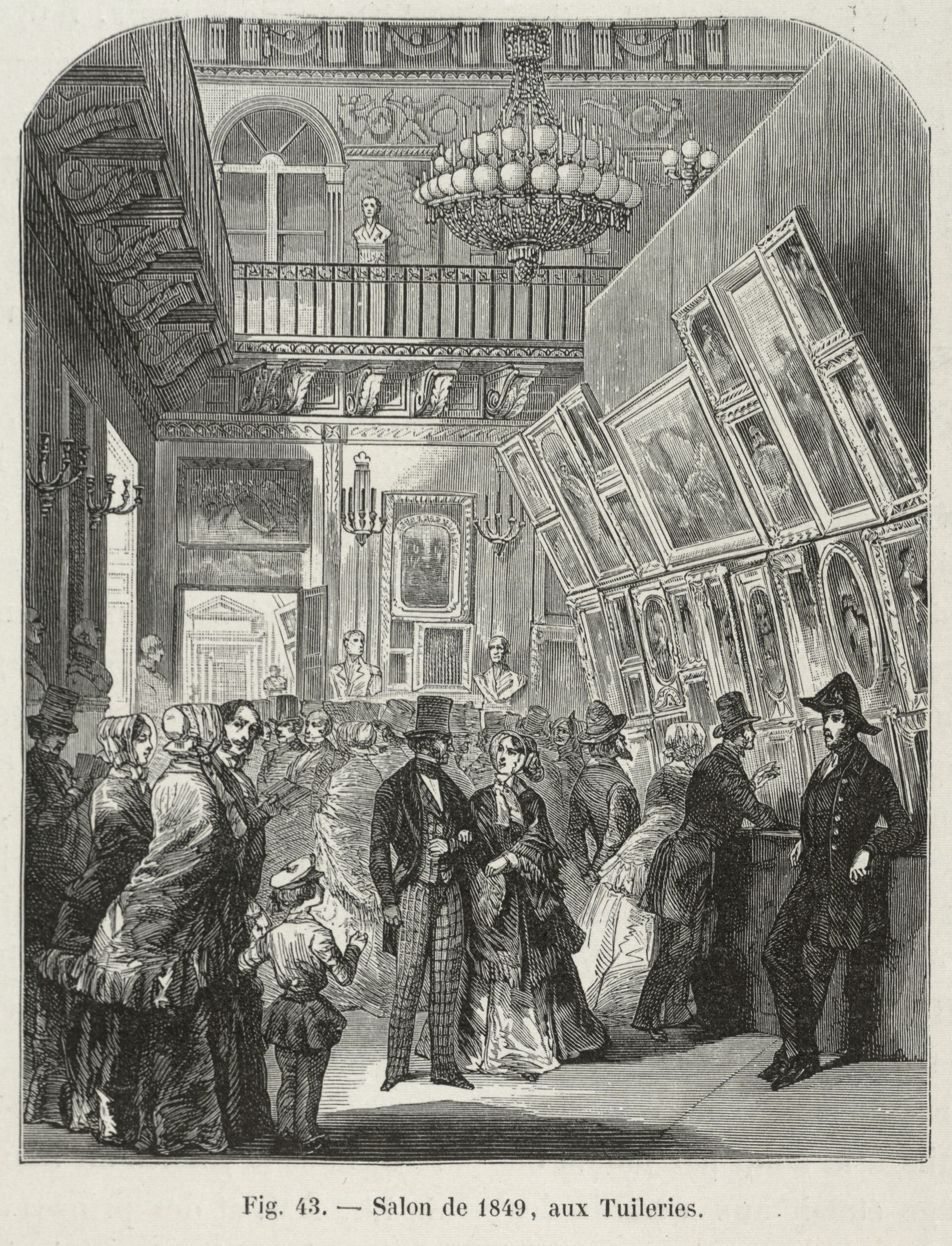
1849년, 튀일리궁에서 개최된 살롱
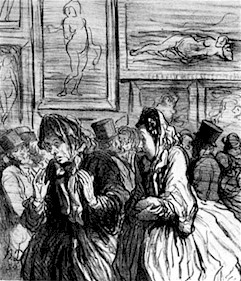
《살롱의 비너스 작품으로 충격을 받은 부르주아들》, 오노레 도미에, 1864년
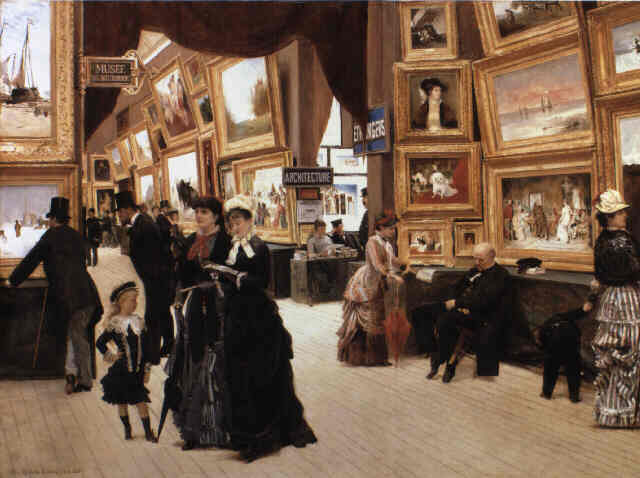
《1880년 살롱의 한 구석》, 에두아르 조셉 단탄, 1880년
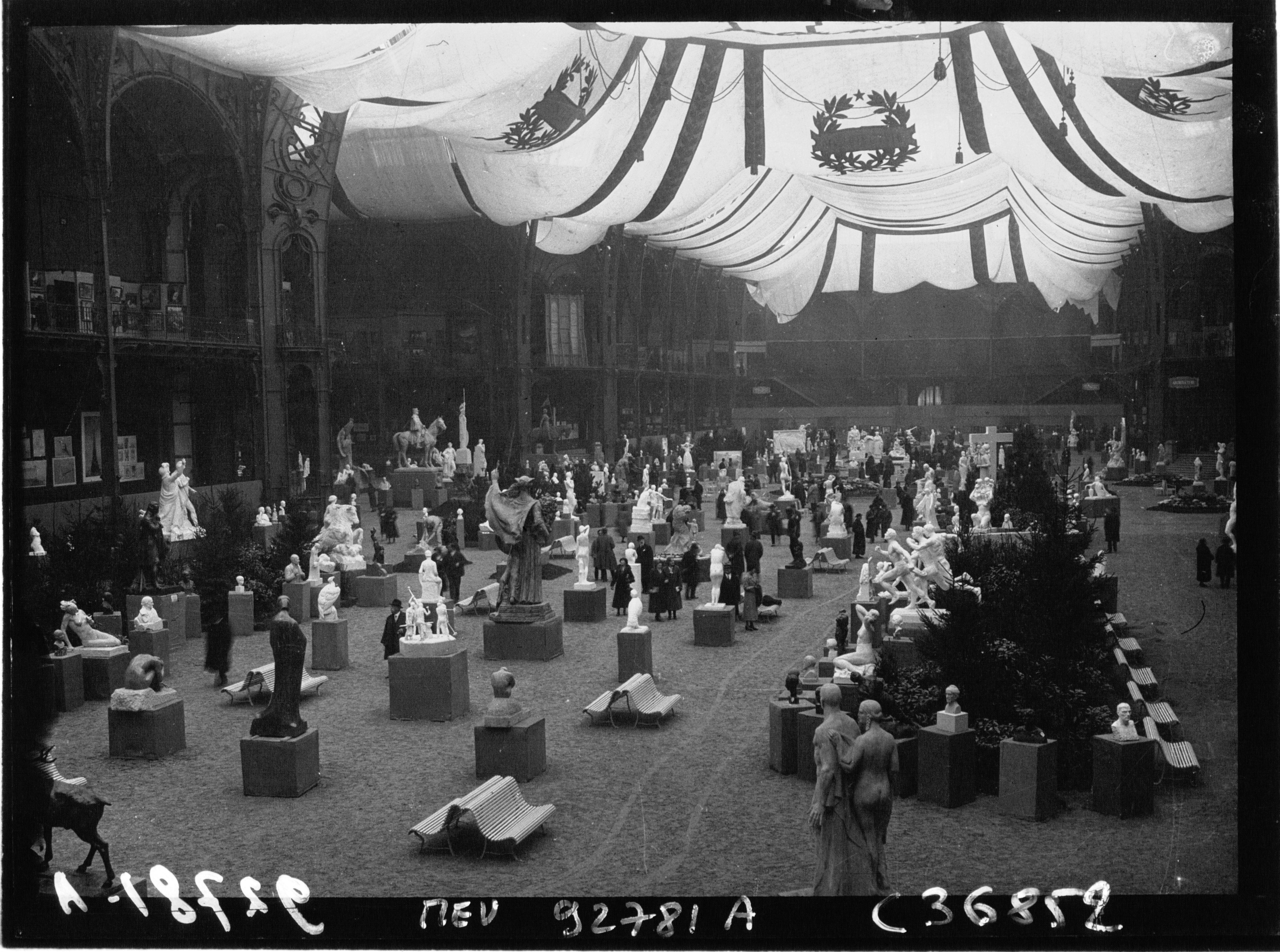
파리 그랑 팔레에서 개최된 1932년 살롱

## 같이 보기
- 살롱 (사교계)
- 아카데믹 미술
- 예술 아카데미 (프랑스)

### 다른 살롱
- 낙선전
- 독립 예술가 협회
- 살롱 도톤